# 臺中國際會展中心
臺中國際會展中心，原名水湳國際會展中心，是位於臺中市水湳經貿園區的國際級會議展覽場館，面積10.9公頃，總樓地板面積達20.7萬平方公尺。會展中心分為東西兩側展館，東側展館由台中市政府出資新臺幣88億元興建，分為展覽館、會議中心兩部分，地上共五層，地下兩層為停車場；西側展館以BOT方式給經濟部國貿署出資新臺幣60億元興建，預計2025年編列預算、2032年完工。
東側展覽館共四層，第一、四層分別可容納800個標準展覽攤位，其中第四層可另做為展演使用；第二、三、五層則為挑空，其中未挑空的空間則做為辦公室、機電空間。會議中心共四層（第五層為空中花園），第一層為多功能會議中心，採活動式座椅，可容納2400人；第二至四層則是國際會議中心，採固定式座椅，可容納2200人。:4-3一期主體工程於2019年3月23日動工，二期室內裝修及機電空調工程於2022年4月10日開工，預計2024年完工，預計2025年完工啟用。

## 空間配置

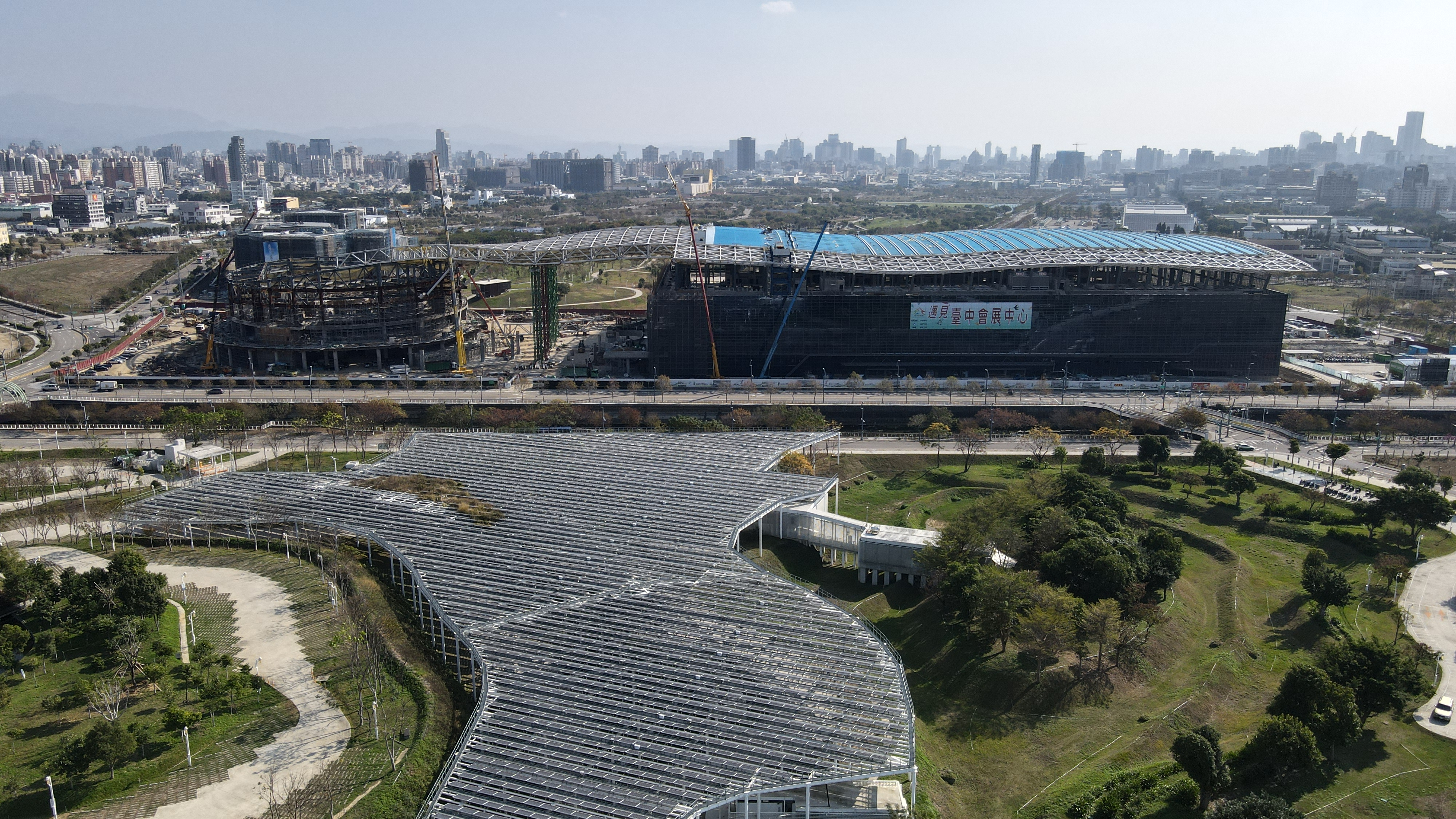
自中央公園北側望向臺中國際會展中心

東側展館
| 樓層 | 展覽館                                      | 會議中心                     |
| ---- | ------------------------------------------- | ---------------------------- |
| 5F   | 挑空（部分為機電設備）                      | 空中花園                     |
| 4F   | 展場（800個標準展覽攤位，另可做為展演使用） | 國際會議中心（上層固定座椅） |
| 3F   | 挑空（部分為辦公室、機電空間）              | 國際會議中心（中層固定座椅） |
| 2F   | 挑空（部分為辦公室、機電空間）              | 國際會議中心（下層固定座椅） |
| 1F   | 展場（800個標準展覽攤位） 、餐飲空間        | 多功能會議中心               |
| B1   | 停車場(汽車298輛、機車700輛)、餐飲空間      | 機電空間                     |
| B2   | 停車場(汽車392輛)                           | 未開挖                       |